# TVLab
Das TVLab (seit 2015 3Lab, in Deutschland TVLab – Schau doch, was du willst!) ist eine Fernsehsendung, die erstmals 2009 von Nederland 3 ausgestrahlt wurde und seit 2011 jährlich im Rahmen einer Gemeinschaftsaktion der European Broadcasting Union europaweit in den Niederlanden, in Deutschland (ZDFneo), Belgien (VRT) und Slowenien (RTV) gesendet wird. Das TVLab ist ein Versuchslabor für neue, experimentelle und innovative Fernsehsendungen. Eine Woche lang wird jeden Abend eine neue Fernsehidee gezeigt, über die die Zuschauer online abstimmen können. Die Gewinner-Sendung geht anschließend in Staffelproduktion.

## Konzept in Deutschland
Im Rahmen des TVLabs werden Produzenten dazu aufgerufen, Sendungskonzepte einzureichen. Dabei gibt es keine inhaltlichen Beschränkungen. Eine redaktionelle Jury von ZDFneo wählt dann die besten Konzepte aus. Die daraufhin produzierten Beiträge wurden in den ersten Jahren während der TVLab-Woche bei ZDFneo jeden Abend in der Primetime gezeigt und von einem Moderator präsentiert. Der Aufbau der Sendung und die Präsentation der Beiträge änderten sich nach 2013 mehrmals.
Die Zuschauer können in der Regel sieben Tage lang online darüber abstimmen, welches Format anschließend in eine Staffelproduktion gehen soll. Neben der Abstimmung bot das TVLab-Modul im Netz Informationen rund um die TVLab-Beiträge, einen Blog und Videomaterial sowie „Social Media“-Angebote mit Kommentarfunktion über Microsite, Twitter und Facebook. Nach Ende der Abstimmung wird das Ergebnis im Gegensatz zu den Fernseh-Beiträgen typischerweise live in einer Online-Sendung verkündet, die teilweise danach im Fernsehen wiederholt wird. Lediglich 2011 wurde direkt im Fernsehen gesendet.
ZDFneo will mit dem TVLab nach neuen Ideen und Talenten suchen und seinem Anspruch als Innovations- und Experimentierplattform gerecht werden.

## Sendungen in Deutschland

### TVLab 2011
ZDFneo hat das erste TVLab vom 27. August bis zum 3. September 2011 gesendet. Moderiert wurden die Sendungen von Joachim Winterscheidt und Klaas Heufer-Umlauf, wobei folgende zehn Pilotfilme zur Auswahl standen:
- German Angst – Der richtige Umgang mit…(Comedy-Magazin)
- Wie geil ist das denn?! (Magazin)
- neoXplorer (VJ-Reisemagazin)
- Ausgekuschelt! Die Puppen-WG (Puppen-Sitcom)
- Scharfe Hunde (Krimi-Comedy, Serie)
- Moviacs (Filmmagazin)
- Bambule (Großstadtmagazin mit Sarah Kuttner)
- Bullshit (Comedy)
- Teddy’s Show (Comedy-Show)
- Liebe auf Speed (Dating-Show)

Innerhalb der Reihe wurden außerdem die Formate Red Sonja (fiktionale Serie), Elements – Freddy Nock (Porträt-Reihe), Truman (Spiel-Show), Fuck the Parents (Maskerade-Dokusoap) und Collapsus (Doku-Fiktion) der europäischen Partner-TVLabs gesendet, die nicht zur Abstimmung standen.
Nach der Abstimmung vom 27. August bis zum 2. September ging in der im Fernsehen gesendeten Ergebnisshow vom 3. September 2011 der durch das Video Integrationstest bei YouTube bekannt gewordene Comedian Tedros „Teddy“ Teclebrhan mit „Teddy’s Show“ als Gewinner des ersten TVLabs hervor.
Die Berliner Zeitung (BZ) schrieb über den Sieger: „Leider setzte sich damit aber ausgerechnet die unoriginellste Sendung des Wettbewerbs durch. Denn was ‚Teddy‘ in seiner Live-Show vor Publikum jenseits seiner eingestreuten Videoclips so zeigte, das war so unbeholfen, dass er damit auf keiner Kleinkunstbühne eine Chance hätte.“ Außerdem kritisierte die BZ, dass „die Kandidaten nicht die gleichen Chancen hatten“, weil „sowohl Teddy als auch seine Fans“ auf Youtube dazu aufgerufen hätten, „für die ‚Teddy Show‘ zu stimmen“. Die Sendung wurde von Mai bis Juli 2012 in ZDFneo ausgestrahlt.
Wegen der positiven Resonanz wurden drei weitere Formate aus dem TVLab in Produktion gegeben:
- Moviacs (November und Dezember 2011, dienstags 21:45 Uhr)[10]
- Bambule (März 2012 bis Dezember 2013 in 4 Staffeln, donnerstags 21:45 Uhr)
- German Angst (August bis September 2012, donnerstags 23:00 Uhr)[11]

Das erste TVLab sahen insgesamt 1,4 Millionen Zuschauer, wobei sich 17.000 Abstimmer beteiligten. Die dazugehörigen Internetseiten wurden 979.000 Mal abgerufen. Auch das ZDF hatte für sein Programm ein TVLab geplant, aber schließlich doch nicht realisiert.

### TVLab 2012
ZDFneo sendete das zweite TVLab vom 25. August bis zum 1. September 2012. Moderiert wurden die Sendungen von Palina Rojinski, wobei folgende sieben Pilotfilme zur Auswahl standen:
- Sieh’s mal wie ein Promi (Personality-Show mit David Werker)
- Heiß & Fettig (Sex-Magazin mit Jan Köppen und Ulrike Schreiber)
- Der Protagonist (Interview-Portrait mit Jörg Thadeusz)
- Beef Brothers (Food-Adventure mit Frank Buchholz, Eduardo Andrés „Chakall“ Lopez und Shane McMahon)
- Kampfansage (Contest mit Simon Beeck)
- Wahr oder was? (Quiz mit Fero Andersen)
- Deutsches Fleisch (Cartoonserie)

Innerhalb der Reihe wurden außerdem die Formate Wild Boar (Sketch-Show), Taming of the shrew (Reportage) und Students without cash (Reportage) der europäischen Partner-TVLabs gesendet, die nicht zur Abstimmung standen.
Gewinner des zweiten TVLabs wurde nach Abstimmung vom 25. bis zum 31. August die Cartoonserie „Deutsches Fleisch“, wie Rojinski am 1. September in einer Online-Sendung bekannt gab. Die Sendung wurde ab Januar 2014 ausgestrahlt. ZDFneo hat zwei weitere Formate aus dem TVLab in Produktion gegeben:
- Heiß & Fettig! (Juli 2013 bis Juni 2014 in 2 Staffeln, donnerstags 22:15 Uhr)[13]
- Beef Buddies (vorher „Beef Brothers“, August 2013 bis September 2014 in 2 Staffeln, donnerstags 21:00 Uhr)[14]

### TVLab 2013
Vom 22. August bis zum 27. August 2013, ab 21:45 Uhr, sendete ZDFneo das TVLab 2013. Moderiert wurden die Sendungen von Sarah Kuttner, die 2011 mit Bambule selbst ein TVLab-Format verwirklicht hatte, wobei folgende sieben Pilotfilme zur Auswahl standen:
- About Men – Das Magazin für echte Männer (Magazin mit Milton Welsh)
- Niemand hat die Absicht, einen Flughafen zu eröffnen (Mockumentary)
- Diese Kaminskis – Wir legen Sie tiefer! (Doku-Sitcom)
- Hi-Hi-History! – Spartanisches Fernsehen von gestern (Comedy-Clip-Show und Gewinner des Viewers Contest 2012[16])
- Der Richter in Dir – mit Michel Friedman (Justiz-Dokutainment)
- Tohuwabohu (Family-Entertainment)
- Die Blender (Reality-Comedy-Show)

Im dritten TVLab gewann nach der Abstimmung vom 22. bis zum 28. August die Sendung „Tohuwabohu“ der Redakteurinnen Petra Erschfeld und Verena Scheidecker, in der zwei Prominente (im Pilotfilm Ross Antony und Jeanette Biedermann) gegeneinander antreten und zwei Tage lang Kinder bespaßen müssen, die danach den Sieger auswählen. Das Siegerformat wurde noch einmal am 29. August gesendet. Ab August des folgenden Jahres wurden vier Folgen gesendet.

### TVLab 2014
Das TVLab 2014 wurde nach dem geringen Erfolg der vorigen Jahre und den bei Kritikern als nicht besonders einfallsreich geltenden Siegersendungen nur noch mit drei Formaten an einem einzigen Tag, dem 28. August 2014, ab 21:45 Uhr, gesendet. Dabei handelte es sich um drei hintereinander gelaufene Serienpiloten ohne Moderation:
- Jetzt ist Sense (mit Antoine Monot und Alexander Schubert)
- Alibi-Agentur (mit Matthias Weidenhöfer und Marleen Lohse)
- Blockbustaz (mit Eko Fresh, Ferris MC und Joyce Ilg)

Das vierte TVLab entschied nach der Abstimmungsphase vom 22. bis zum 29. August die Serie Blockbustaz für sich, in der Eko Fresh als arbeitsloser Möchtegern-Rapper Sol mit 30 Jahren von seiner Mutter vor die Tür gesetzt wird und mit seiner Freundin Jessica und seinem Kumpel Hardy den Alltag durchlebt. Ursprünglich für 2015 geplant, wurden erst ab März 2016 sechs Folgen ausgestrahlt. Im Juli 2016 wurde der Dreh einer weiteren Staffel bekanntgegeben.

### TVLab 2015
Beim TVLab 2015 wurde der Entstehungsprozess online begleitet. Moderator William Cohn stellte vier Teams aus YouTubern, Social-Media-Persönlichkeiten, Schauspielern, Musikern und Autoren am 9. November 2015 online die Aufgabe „Mutprobe! Für eine Hand voll…“, über deren Bewältigung sich die Teams mit ihren Fans und Abonnenten austauschen und dabei bis zum 15. November eine Woche lang einen vier- bis achtminütigen Video-Clip produzieren sollten. Cohn selbst zeigte täglich online eine „Daily Cohn“ genannte Zusammenfassung der bisherigen Abläufe. Vom 17. bis zum 20. November wurden folgende Kurzbeiträge um 20:05 Uhr gezeigt, am 19. November alle hintereinander ab 0:00 Uhr:
- Blauwal Challenge (Team Drama Dackel)
- Trau dich… Für eine Hand voll Spinner (Team Stars aus der Tube aka Das Web ist nicht genug #Dwing)
- Glitch (Team Three And A Half Girls)
- Wegen der Terroranschläge in Paris freiwillig zurückgezogen (Team It’s a lab)

Die Abstimmung über das fünfte TVLab, die bereits vom 16. bis zum 22. November 2015 lief, gewann der Clip „Trau dich… Für eine Hand voll Spinner“, wie Cohn am 23. November in einem Video verkündete. Die Protagonisten gründen in ihrem Clip eine Startup-Firma, die mutlosen Heiratswilligen zur Hochzeit verhelfen
soll, werden dabei jedoch nur mit Spinnern konfrontiert. Daraus sollte 2016 eine Comedy-Serie entstehen, die aber auf 2017 verschoben wurde.
Schließlich sendete ZDFneo zwischen dem 30. März und dem 13. April 2017 donnerstags um 23:00 Uhr die Serie neoManiacs mit den Gewinnern Lars Fricke, Alexander Böhm, Petra Meyer und Michael Schulte, in welcher der erfolglose Schauspieler Lars sich aus Langeweile in eine Nervenheilanstalt einweisen lässt und auf den verrückten Anstaltsleiter Dr. Mankow trifft, woraufhin Lars seine Flucht forcieren muss. Die Sendung soll an der Grenze zwischen Realität und Wahnsinn stattfinden. Auch die im Vorfeld der Ausstrahlung über YouTube verfügbaren wöchentlichen Making-of-Folgen unter dem Titel Scripted Surreality verfolgten am Set der Serie dieses Ziel.

### TVLab 2017
Nach einem Jahr Pause aufgrund mangelnden Platzes im Programmplan sollte das TVLab 2017 als Webformat wieder zurückkehren. Im Oktober 2017 teilte ZDFneo hingegen offiziell mit, dass es kein weiteres TVLab geben werde.

## Kritik
Die Kritiken zur ersten Staffel lobten den Mut, die Zuschauer direkt zu beteiligen, warnten aber, dass dadurch nicht zwingend das beste Format in Produktion gehe. Julian Miller stellte in seinem Kommentar bei Quotenmeter.de fest: „Das ZDF traut sich mal etwas. […] «TV Lab» soll etwas frischen Wind in die öffentlich-rechtliche Fernsehlandschaft bringen und Formaten eine Chance geben, die aus deutscher Feder stammen und nicht aus dem Ausland zusammengekauft wurden.“ Doch gab er am Ende zu bedenken: „Wir haben es selbst in der Hand und dürfen Programmmacher spielen – sind aber dann auch schuld, wenn wir das nicht gebacken kriegen sollten.“
Torsten Wahl meint in seiner Kolumne in der Frankfurter Rundschau:

„Wenn Sender nicht so genau wissen, wie ein Format ankommt, schieben sie die Entscheidung gerne mal dem Publikum zu. […] Ob das Votum der Juroren allerdings tatsächlich das beste Format herausfiltert, scheint im Moment noch fraglich. […] Gewinnen wird wohl, wer am cleversten seine Fans als Juroren aktivieren kann. Gute Möglichkeiten dazu hat etwa der Youtube-Held Tedros Teclebrhan, […] dessen Sendung im Netz wohl besser aufgehoben bliebe.“

Hannah Pilarczyk stellte auf Spiegel Online fest: „Endlich selbst entscheiden, was im Fernsehen läuft – diesen Wunsch erfüllt jetzt ZDFneo. […] Ein Modell, das bald Schule machen könnte.“ Insbesondere hob sie die Möglichkeit dieser Sendung für ZDFneo hervor, Zuschauer zu gewinnen: „Für Neo kommt das TVLab zum besten Zeitpunkt, denn der Sender braucht mehr Aufmerksamkeit.“ ZDFneo könne so sein „Problem“ lösen, dass „der Kanal noch immer kein eigenständiges Format hervorgebracht [habe], das ihm ein unverwechselbares Profil verleiht.“
Die Kritiken zur zweiten Staffel fielen überwiegend negativer aus, so urteilte Anna Klöpper in ihrem Kommentar in der taz: „Beim diesjährigen ‚TVLab‘ […] schien den Machern ihr Gespür für Formate mit Potenzial leider ein wenig abhandengekommen zu sein.“ Nachdem sie die mangelnde Kreativität der einzelnen Formate bemängelt, kommt sie zu dem Schluss: „Am Ende schien selbst ZDFneo die Lust an der Veranstaltung vergangen zu sein[.]“
Da aus den vorherigen Staffeln kein Format – außer Bambule – über mehr als ein paar Folgen währte und das TVLab 2014 auf nur noch einen Tag begrenzt wurde, wünschte Peer Schader in seiner Kolumne bei DWDL.de „[d]em Gewinner […], dass er die Kurve noch kriegt, und vor allem nicht zu einer kuriosen Nichtsendezeit im Programm laufen muss.“ Dem Sender, der das Format derart einschrumpfte, empfahl er: „Mit dem Anspruch, den ZDFneo zum Start mal hatte […], müsste eigentlich permanent Ausprobierwoche sein.“